# An Phượng
An Phượng là một xã thuộc huyện Thanh Hà, tỉnh Hải Dương, Việt Nam.

## Địa lý
Xã An Phượng nằm ở phía nam huyện Thanh Hà, có vị trí địa lý:
- Phía đông giáp xã Thanh Hà và xã Thanh Sơn
- Phía tây và phía bắc giáp xã Thanh Hải
- Phía nam giáp huyện Tứ Kỳ.

Xã An Phượng có diện tích 10,84 km², dân số năm 2018 là 9.706 người, mật độ dân số đạt 895 người/km².

## Lịch sử
Xã An Phượng trước đây vốn là hai xã An Lương và Phượng Hoàng thuộc huyện Thanh Hà.
Xã Phượng Hoàng được thành lập sau năm 1945 trên cơ sở hợp nhất 3 xã cũ: Phượng Đầu (Lỗi), Ngoại Đàm (Sỏi) và Văn Xuyên (Sỏi); và hình thành 4 thôn mới: Phượng Đầu, Ngoại Đàm, Văn Xuyên, Tứ Cường.
Trước khi sáp nhập, xã An Lương có diện tích 2,90 km², dân số là 2.802 người, mật độ dân số đạt 966 người/km². Xã Phượng Hoàng có diện tích 7,94 km², dân số là 6.904 người, mật độ dân số đạt 870 người/km².
Ngày 16 tháng 10 năm 2019, Ủy ban Thường vụ Quốc hội ban hành Nghị quyết số 788/NQ-UBTVQH14 về việc sắp xếp các đơn vị hành chính cấp huyện, cấp xã thuộc tỉnh Hải Dương (nghị quyết có hiệu lực từ ngày 1 tháng 12 năm 2019). Theo đó, sáp nhập toàn bộ diện tích và dân số của hai xã An Lương và Phượng Hoàng thành xã An Phượng.